# U-1195
Unterseeboot 1195 foi um submarino alemão do Tipo VIIC, pertencente a Kriegsmarine que atuou durante a Segunda Guerra Mundial.

## Comandantes
| Comandante                | Data                                          |
| ------------------------- | --------------------------------------------- |
| Oblt. Karl-Heinz Schröter | 4 de novembro de 1943 - 31 de outubro de 1944 |
| Kptlt. Ernst Cordes       | 1 de novembro de 1944 - 7 de abril de 1945    |

## Subordinação
Durante o seu tempo de serviço, esteve subordinado às seguintes flotilhas:
| Período                                        | Flotilha                                      |
| ---------------------------------------------- | --------------------------------------------- |
| 4 de novembro de 1943 - 31 de dezembro de 1943 | 21. Unterseebootsflottille (submarino escola) |
| 1 de janeiro de 1944 - 31 de outubro de 1944   | 14. Unterseebootsflottille (treinamento)      |
| 1 de novembro de 1944 - 31 de dezembro de 1944 | 5. Unterseebootsflottille (treinamento)       |
| 1 de janeiro de 1945 - 7 de abril de 1945      | 11. Unterseebootsflottille (serviço ativo)    |